# Minamiboso
Minamiboso (南房総市 Minamiboso-shi) é uma cidade japonesa localizada na província de Chiba.
Em 1 de Outubro de 2007 a cidade tinha uma população estimada em 43 615 habitantes e uma densidade populacional de 189,4 h/km². Tem uma área total de 230,22 km².
Recebeu o estatuto de cidade a 20 de Março de 2006. A cidade foi criada por intermédio da fusão da vilas de Chikura, Maruyama, Shirahama, Tomiura, Tomiyama e Wada e da aldeia de Miyoshi pertencentes ao distrito de Awa.